# کاپیتول ایالت آرکانزاس

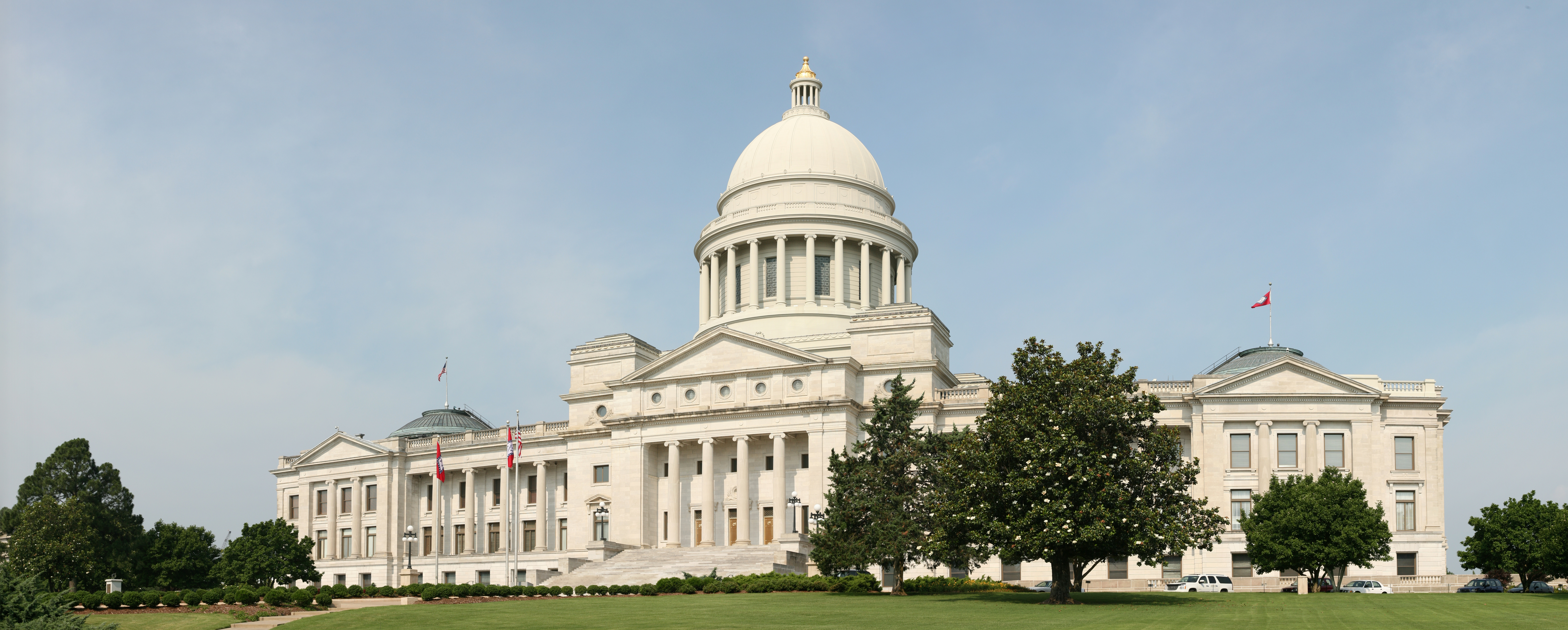

کاپیتول ایالت آرکانزاس (Arkansas State Capitol) بنایی است که شاخه مقننه و عدلیه دولت ایالت آرکنسا در آن قرار دارد.
بنای کنونی در سال ۱۹۱۵ با معماری George R. Mann ساخته گردید و در لیتل راک قرار دارد.
این بنا خانه دیوان عالی و نیز مجلس نمایندگان و سنای ایالت است.